# ويليام نيويل
ويليام نيويل (بالإنجليزية: William Newell)‏ هو مجدف أمريكي، ولد في 5 أكتوبر 1988 في بوسطن في الولايات المتحدة.

## وصلات خارجية
- ويليام نيويل على موقع الاتحاد الدولي للتجديف (الإنجليزية)
- ويليام نيويل على موقع اللجنة الأولمبية الدولية (الإنجليزية)
- ويليام نيويل على موقع أوليمبيديا (الإنجليزية)